# قرار مجلس الأمن التابع للأمم المتحدة رقم 23
قرار مجلس الأمن التابع للأمم المتحدة رقم 23، الصادر في 18 أبريل 1947، قرر أن اللجنة المنشأة بموجب قرار مجلس الأمن رقم 15 ستبقى في المنطقة وسيتم توسيعها.
صدر القرار بتسعة أصوات. امتنعت بولندا والاتحاد السوفياتي.